# Frederic Louis Rambonnet
Frederic Louis Rambonnet (Den Helder, 20 oktober 1899 - Deventer, 24 augustus 1945) was een Nederlandse collaborateur. Hij was een vertrouweling van de Nederlandse nationaalsocialistische voorman Rost van Tonningen en fungeerde tijdens de bezetting als plaatsvervangend secretaris-generaal van het departement van Bijzondere Economische Zaken.
Hij had een leidende functie bij de Nederlandsche Oostcompagnie, de Landwacht en was lid van de Germaanse SS en de Waffen-SS. Hij werd na de bevrijding gezocht als oorlogsmisdadiger. Hij deed kort na zijn aanhouding een zelfmoordpoging, aan de gevolgen waarvan hij overleed. Hij werd nooit berecht.

## Biografie
Rambonnet was een zoon van vice-admiraal  J.J. Rambonnet, die tijdens de Eerste Wereldoorlog minister van Marine was geweest en in 1940 lid van de Raad van State was.  
Rambonnet leefde een tijd in Nederlands-Indië en keerde in de jaren 1930 terug naar Nederland. Hij werkte voor de Beweging voor morele en geestelijke herbewapening en voor de AMVJ (Amsterdamse Maatschappij voor Jongemannen). In 1939 werd hij als reserve-kapitein gemobiliseerd. Al voor het begin van de Tweede Wereldoorlog had Rambonnet contacten in Duitsland gehad.
In de zomer van 1940 werd Rambonnet adjudant en secretaris van Meinoud Rost van Tonningen. Hij wordt omschreven als scherpzinnig, welbespraakt en gewetenloos. Hij was een goed organisator maar op zich weinig geïnteresseerd in de politiek. Per 1 april 1942 benoemde Rost hem bij het departement van Financiën tot thesaurier-generaal, aanvankelijk waarnemend en per 1 maart 1943 permanent. Rambonnet werd onder andere belast met de aangelegenheden betreffende 's Rijks Munt en de decentralisering van de overheid.  Op het departement van Bijzondere Economische Zaken fungeerde hij als plaatsvervangend secretaris-generaal; hij was gevolmachtigde voor de oorlogsschade en had lucratieve commissariaten bij enkele gelijkgeschakelde maatschappijen, zoals de Centrale Arbeiders- en Levensverzekeringsbank.
Vanaf 1943 was Rambonnets standplaats Deventer, omdat het departement van Bijzondere Economische Zaken in 1943 daarheen was verplaatst. Hij was betrokken bij de Landwacht in Overijssel. Hij drong aan op militaire inzet van de Landwacht en was een voorstander van marteling bij verhoren van verzetsstrijders. Ook deed hij aan zelfverrijking. Na Dolle Dinsdag werd hij door Mussert benoemd tot lid van een Bijzondere Rechtbank die moest onderzoeken welke NSB'ers zich in september 1944 'in positieve of negatieve zin hadden onderscheiden'. Rambonnet was verantwoordelijk voor onderzoek en voorlegging.
Rambonnet werd na de bevrijding in juni 1945 ontdekt in het krijgsgevangenkamp De Harskamp en als oorlogsmisdadiger gearresteerd. Een maand later deed hij een zelfmoordpoging, aan de gevolgen waarvan hij overleed.
- Nederlandse Thesaurus van Auteursnamen: 393334058
- Virtual International Authority File: 317182656
- WorldCat: E39PCjtBjd3BbvRDK6Wcmv4kKq